# Gli Uccelli d'Italia
Gli Uccelli d'Italia (comunemente abbreviata in "UDI") è una rivista di ornitologia italiana, nata come organo editoriale della Società ornitologica italiana con sede a Ravenna. La rivista raccoglie lavori sia di professionisti che di appassionati con un impronte diverse che vanno dal taglio faunistico sino a quello eco-etologico.

## Storia
Fu fondata nel 1976 da Elio Augusto Di Carlo, che ne conservò la direzione fino alla sua scomparsa. Dal 1993 al 2000 i contenuti sono stati integrati con le "Pagine del Museo Ornitologico e di Scienze Naturali di Ravenna"; successivamente rimpiazzato per un breve periodo dal "Museo Civico di Storia Naturale del Salento di Calimera (Lecce)" dal 2005 al 2008. Nel 1998 la direzione della rivista è passata all'ornitologo campano Giancarlo Moschetti e nel 2003 all'ornitologo romano Gaspare Guerrieri. Dal 2012 al 2021 il direttore è stato l'ornitologo laziale Massimo Biondi. 
Dal 9 aprile 2022 il direttore è l'ornitologo molisano Nicola Norante. La rivista è l'organo editoriale della Società Ornitologica Italiana il cui direttivo in carica è composto dagli ornitologi: Stefano Laurenti (Presidente); Gianluca Congi (Vice Presidente); Loris Pietrelli (Segretario); Pietro Giovacchini (Consigliere).
La rivista per anni è stata inviata in scambio con le pubblicazioni più prestigiose in ogni nazione e continente:
Alula (Italia), Annuari Ornitologic de les Baleares (Spagna), Aquila (Ungheria), Alauda (Francia), Anales de Biologia (Spagna), Annuario Ornitol. de Navarra (Spagna), Atti del Museo Civico Storico Naturale di Trieste (Italia), Atti del Museo Friulano di Storia Naturale (Italia), Aves Ichnusae (Italia), Babbler (Botswana), Boll. del Lab. di Entomologia Agraria di Napoli (Italia), Boll. dell'Hellenic Sco. for Protection  of Nature (Grecia), Boll. del Stavanger Museum (Norvegia), Aves (Belgio), Avocetta (Italia), Bird life News South Africa (Sud Africa),  Boll. Notiz. Quad. della Soc. St. Nat. Romagna (Italia), Boll. de Naturhistoriska Mus. Slottsskog (Svezia), Boll. del Museo Reg. di Sc. Nat. di Torino (Italia), Boll. Station Biol. Tour du valat (Francia), Ciconia (Francia), Iberis Alectoris Gibraltar Bird Report (Gibilterra), Il Naturalista Valtellinese (Italia), La Garcilla (Spagna), Ardeola (Spagna), Bonner Zoologische  Beitrage (Germania), Der Ornithologische Beobachter (Svizzera), Galapagos Research  (Galapagos), Il Naturalista Siciliano (Italia), Journal of Ornithology (Germania), Larus (Croazia), Le Cormoran (Francia), Migratori Alati (Italia), Natura Bresciana (Italia), Nos Oiseaux (Francia), Pianura (Italia), L'Homme et Oiseau (Belgio), Monticola (Germania), Natura Vicentina (Italia); Okologie der Vogel (Germania), Ornis Fennica (Finlandia), Picus (Italia), Piemonte Parchi (Italia), EBN Quaderni di Birdwatching (Italia), Riv. ital. Orn. (Italia), Riv. Piemontese di St. nat. (Italia), Wings (Irlanda), Quad. del Museo Civ. di St. Nat. di Ferrara (Italia),  Revista Catalana d'Ornitologia (Spagna), Riv. Alava (Spagna), Vertebrate Zoologie (Germania), Zoological Record (Gran Bretagna), Wilson Bulletin (USA), Czech Society for Ornithology(Repubblica Ceca), Soc. Ornith. del Plata (Argentina).